# يو إف سي على فوكس: ديلاشو ضد باراو 2
يو إف سي على فوكس: ديلاشو ضد باراو 2 (بالإنجليزية: UFC on Fox: Dillashaw vs. Barão 2)‏ هو حدث لفنون القتال المختلطة نظمته يو إف سي، أُقيم في 25 يوليو 2015، على يونايتد سنتر في شيكاغو، إلينوي، الولايات المتحدة.